# 호리카와 용수

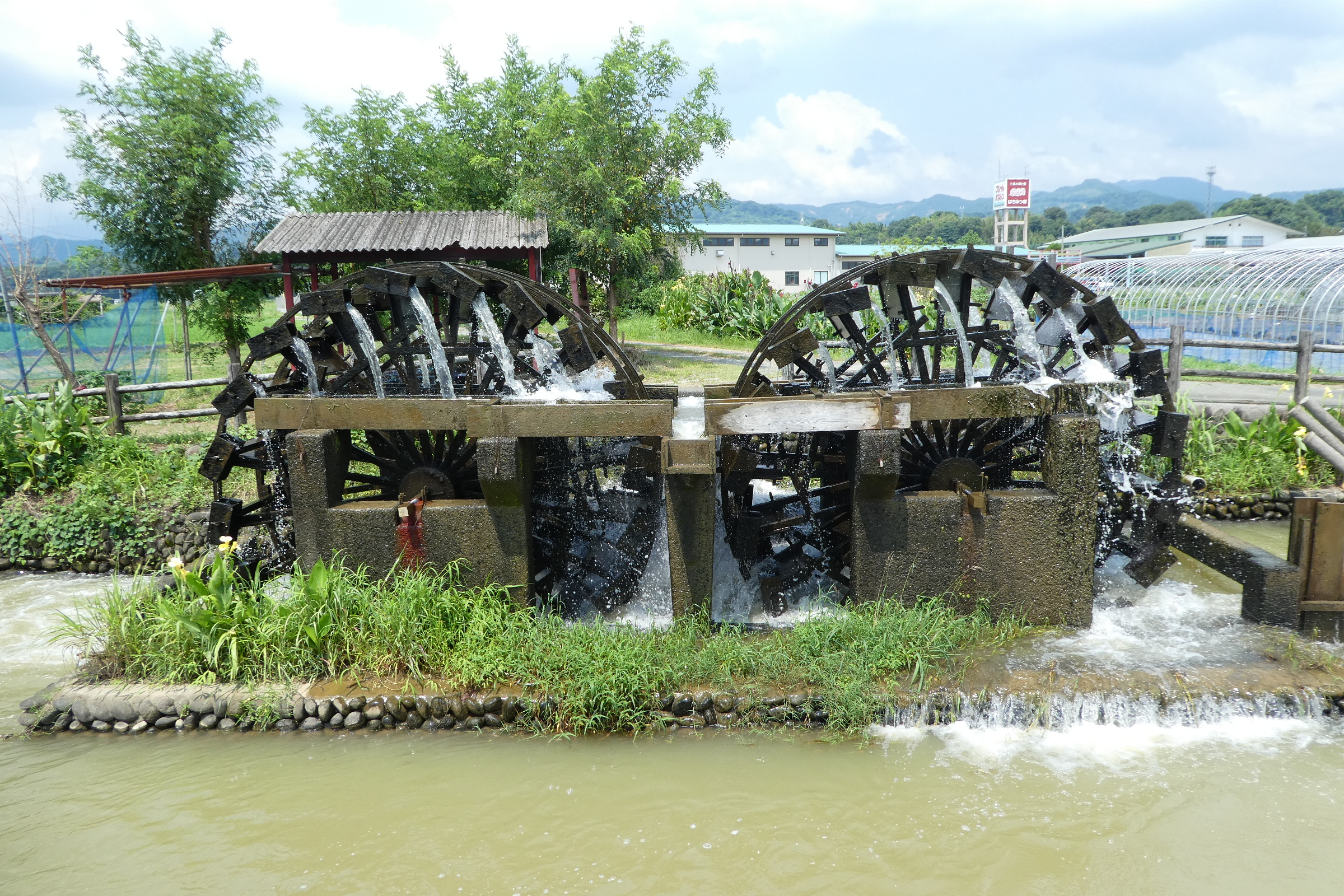

호리카와 용수(일본어: 堀川用水 호리카와요스이[*])는 후쿠오카현 아사쿠라시에 소재한, 치쿠고강 우안의 농업용수로다. 옛 아사쿠라정 및 아마기시의 합계면적 664 헥타르의 논을 적신다. 토코지마 용수, 오오시야 나가노 용수, 후쿠로노 용수와 함께 “치쿠고강 4대 용수” 중 하나로 꼽히며, 그 중 가장 오래된 것이다. 현재 관리주체는 야마다보토지개량구다.